# Enrico Zambonini
Enrico Zambonini (Villa Minozzo, 28 aprile 1893 – Reggio nell'Emilia, 30 gennaio 1944) è stato un anarchico italiano antifascista e partigiano.

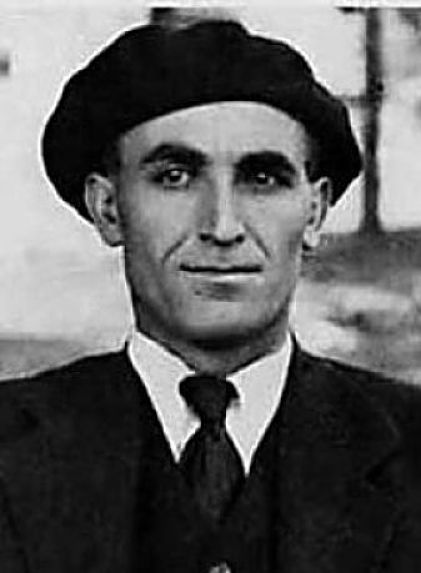

Fu fucilato nel poligono di tiro di Reggio nell'Emilia dai fascisti il 30 gennaio 1944 con Pasquino Borghi, prete e partigiano, e ad altri sette antifascisti. Enrico Zambonini fu amico e compagno di Angelo Pellegrino Sbardellotto.

## Biografia
Nato nella frazione di Secchio di Villa Minozzo, nell'alto Appennino reggiano, si recò tredicenne a Genova per lavorare assieme allo zio ed aderì agli ideali socialisti. Nel 1913 partecipò in Libia alla guerra italo-turca nel ruolo di alpino presso il 2º Reggimento Artiglieria da montagna stanziato in Tripolitania. Il periodo in cui Enrico Zambonini fu militare va dal 28 aprile 1913 al 7 settembre 1919. Nel 1919 cominciarono i contatti con Armando Borghi e l'USI; era il periodo del Biennio Rosso e degli Arditi del Popolo, cui Zambonini aderì, entrando in contatto anche con la formazione anarco-individualista di Carnesecchi-Novatore, nota per il fallito assalto alla polveriera di Vallegrande vicino a La Spezia; non si hanno notizie sulla partecipazione attiva a tale assalto da parte di Zambonini, anche se è probabile. A cavallo degli anni 1921-1922 proseguì la sua attività di propaganda ed agitazione politica fino allo scontro con il carabiniere Leone Carmana durante le celebrazioni del Primo Maggio a Gazzano per cui Enrico Zambonini riparò in Francia, dove rimase fino al 1928; a Marsiglia incontrò nel 1922 Germsine, che sarebbe stata la sua compagna, ma l'amore fra i due giovani fu contrastato dalla zia di Germaine, che denunciò Enrico Zambonini, accusandolo di "ratto di minore"; la questione non ebbe però seguito. Nel 1928 Enrico Zambonini, durante il processo Di Muro tenuto a Saint-Raphaël (Varo), ormai seguito dai poliziotti per la sua attività "sovversiva", venne interessato da una perquisizione nei suoi locali e, poiché vennero trovati manifestini, con relativi attrezzi da stampa, che inneggiavano al tirannicidio, venne espulso dalla Francia in Belgio.
 Enrico Zambonini nel 1932 frequentò Nicholas Lazarevitch, Francisco Ascaso, Buenaventura Durruti, Ernesto Bruna, Pasotti, Luigi D'Agaro e nel 1933 andò clandestinamente in Spagna assieme a Nicholas Lazarevitch e Ernesto Bruna con l'intento di iniziare l'organizzazione per la Rivoluzione sociale. A Espolla contattò Ernesto Rossi e partecipò alla rivolta delle Asturie. Venne incarcerato nel carcere di Barcellona ed espulso dalla Spagna il 19 novembre, per esser condotto a Portbou e incarcerato a Perpignan. Il 9 agosto del 1935 Zambonini venne espulso sia dal Belgio sia dal Lussemburgo e quindi tornò in Spagna.

## Zambonini in Spagna
La presenza di Zambonini nella guerra di Spagna è testimoniata da un articolo su Guerra di Classe, il giornale diretto da Camillo Berneri, anno II n. 24; 8 agosto 1937. Inoltre vi è la diretta testimonianza del miliziano antifascista Vindice Rabitti, nativo di Bologna; ancora Enrico Zambonini è stato citato nel libro Reggiani in difesa della Repubblica spagnola, scritto da Antonio Zambonelli in riferimento a La colonna italiana sul fronte di Huesca
Durante la guerra di Spagna Enrico Zambonini militò nella CNT-FAI e combatté con la Colonna Ascaso sul fronte aragonese, partecipando sia alla battaglia di Huesca sia agli scontri cruenti fra i fascisti di Francisco Franco e le milizie antifasciste che si tennero nelle zone limitrofe; in questo periodo Zambonini comandò una Centuria, conosciuta con il nome di Centuria Zambonini. Durante il maggio del 1937, durante gli scontri fra miliziani antifascisti stalinisti opposti agli anarchici e ai miliziani del POUM,g Zambonini, nome di battaglia Fain, difese la postazione attestatasi nelle Centrale del Latte di Barcellona e venne ferito in diverse parti del corpo.
Pur se ferito in modo non indifferente, Zambonini rimane a Barcellona, continuando il suo sostegno ai miliziani antifascisti che si opponevano agli stalinisti; il 21 maggio 1938 Enrico Zambonini e Fosca Corsinovi su L'Adunata dei Refrattari indissero una Colletta Intercontinentale con lo scopo di fornire aiuti materiali a favore degli orfani spagnoli causati dai bombardamenti nazifascisti. Per tale azione di accudimento necessitavano 100 dollari al mese per vitto, alloggio, istruzione e controlli sanitari. Il 7 novembre 1938 venne strutturata a Pins del Valles, grazie anche al grande impegno personale di Zambonini, la colonia per bambini spagnoli che prese lo stesso nome del giornale anarchico L'Adunata dei Refrattari; per l'occasione venne realizzato un filmato in bianco e nero, muto, di quasi 4 minuti. Nel gennaio 1939, quando anche Barcellona cadde sotto gli attacchi dei fascisti di Franco, Enrico Zambonini fu uno dei fondatori del gruppo Libertà o Morte a Torelló. Catturato, venne mandato nel campo di concentramento francese di Argelès-sur-Mer e quindi nel campo di concentramento di Gurs. Visto il suo stato di salute, venne ricoverato nell'ospedale di Perpignan, dal quale nell'agosto del 1942 fu rispedito in Italia e immediatamente confinato a Ventotene.

## La Resistenza
Dopo il 25 luglio 1943 Enrico Zambonini doveva essere portato nel campo di concentramento fascista di Renicci di Anghiari, ma si rifiutò di proseguire il viaggio verso Renicci e venne condotto nel carcere di Arezzo, da cui riuscì a fuggire il 4 dicembre 1943.
Il mese dopo, ormai cinquantenne, tornò a Secchio di Villa Minozzo, da cui era assente da più di due decenni; immediatamente entrò nella Resistenza, che i partigiani avevano organizzato sull'Appennino. Fu catturato il 22 gennaio 1944 nella sua casa di Secchio dai fascisti e rinchiuso nel carcere dei Servi a Reggio Emilia.
Nel frattempo, l'uccisione a Reggio Emilia del milite della GNR Luigi Maccaferri da parte dei gappisti il 10 gennaio aveva già provocato l'anticipazione del coprifuoco alle ore 20 e la minaccia di condanna a morte per tutti coloro che fossero stati trovati in "possesso abusivo di armi"; un'ulteriore anticipazione alle 17.30 del coprifuoco seguì dopo l'omicidio del tenente dell'esercito repubblicano Luciano Loldi il 17 gennaio.
La morte del milite Gino Orlandi il 18 gennaio in una sparatoria avvenuta a Ligonchio e del caposquadra della GNR Angelo Ferretti in un attentato gappista mentre transitava in bicicletta quando già don Pasquino si trovava incarcerato, provocò la decisione del capo della provincia Enzo Savorgnan di convocare il Tribunale speciale. Dopo la prima uccisione avvenuta a Cavriago del colonnello Giovanni Fagiani della MVSN, il 14 dicembre 1943 era stata divulgata in città la minaccia di ricorrere alla rappresaglia in caso di uccisioni di altri fascisti.
Il 29 gennaio il Tribunale provinciale straordinario, composto dal capo della provincia Enzo Savorgnan, dal suo segretario Francesco Panitteri, dal dottor Armando Dottone, dal vicesegretario del PFR reggiano Armando Wender e dai fascisti Armando Storchi e Tommaso Beggi condannò alla pena capitale, da eseguirsi il giorno seguente, Enrico Zambonini, don Pasquino Borghi, Destino Giovannetti, Ferruccio Battini, Enrico Menozzi, Romeo Benassi, Umberto Dodi, Mario Gaiti e Contardo Trentini. Tre erano disertori della GNR. La sentenza fu eseguita al tiro a segno di Reggio Emilia. Zambonini, dopo aver rifiutato i conforti religiosi, mostrò il pugno chiuso urlando "Viva l'anarchia!".
Il 30 gennaio il giornale della federazione Il solco fascista commentò: "A seguito delle proditorie uccisioni di Militi della GNR e dell'esercito repubblicano verificatesi in questi ultimi giorni, si è riunito, nella giornata del 29 corrente, il Tribunale speciale di Reggio nell'Emilia che ha giudicato e condannato alla pena capitale nove persone risultate colpevoli dei delitti di favoreggiamento di bande armate ribelli e di prigionieri nemici, di sovversismo e incitamento alla rivolta e alla guerra civile. La sentenza è stata eseguita stamane all'alba".

### Documenti
Tutto il materiale concernente Enrico Zambonini si trova presso la Biblioteca Comunale di Villa Minozzo